# The Lost Lennon Tapes
The Lost Lennon Tapes era una trasmissione radiofonica documentaristica sulla musica di John Lennon, condotta da Elliot Mintz, andata in onda a cadenza settimanale sul canale radio Westwood One Radio Network tra il 24 gennaio 1988 e il 29 marzo 1992.

## Descrizione
La serie è costituita da un episodio pilota della durata di tre ore e da altre 218 puntate da un'ora circa l'una. L'episodio pilota comprese una presentazione da parte della vedova di Lennon, Yōko Ono, che spiegava le ragioni per le quali aveva deciso di dare accesso ai nastri di Lennon alla Westwood One Radio. Ella indicò la presenza di Elliot Mintz come presentatore della trasmissione non come una scelta casuale, ma piuttosto una predestinazione dovuta al "destino karmico", poiché Mintz era stato intimo amico dei coniugi Lennon in passato. Nel corso del programma furono fatte ascoltare molte registrazioni inedite, nastri demo, outtakes di John Lennon sia come membro dei Beatles sia come solista.
Alcune delle registrazioni incluse nella trasmissione, sarebbero in seguito apparse nella serie Beatles Anthology, che ebbe inizio tre anni dopo l'ultima puntata di The Lost Lennon Tapes.